# アクリル酸ブチル
アクリル酸ブチル (アクリルさんブチル、Butyl acrylate) は、C4H9O2CCH=CH2の化学式で表される有機化合物である。無色の液体でアクリル酸のブチルエステルである。ポリブチルアクリレートの前駆体として商業的に多量に使用され、シーラント、コーティング、接着剤、燃料、繊維、プラスチック、コーキング剤としても使用されている。

## 生産と性質
アクリル酸ブチルは、酸触媒下、アクリル酸とブタノールのエステル化反応で製造される。重合しやすいので、商業的生産品は、重合防止剤としてヒドロキノン、フェノチアジン、またはヒドロキノンエチルエーテルを含んでいる。

## 安全性
アクリル酸ブチルの急性毒性は低く、LD50 (ラット) は 3730 mg/kg である。 
齧歯類モデルでは、アクリル酸ブチルは カルボキシルエステラーゼ または グルタチオン との反応によって代謝される。 この解毒により、アクリル酸、ブタノール、およびメルカプツル酸が代謝物として生成され、排泄される
。 